# Rick Yves Confiance
Pour les articles homonymes, voir Confiance (homonymie).
Rick Yves Confiance, né le 24 mai 1994 à Victoria, est un haltérophile seychellois.

## Carrière
Rick Yves Confiance remporte aux Championnats d'Afrique d'haltérophilie 2011 au Cap trois médailles d'argent dans la catégorie des moins de 56 kg.
Il se classe 13e dans la catégorie des moins de 62 kg aux Jeux olympiques d'été de 2016 à Rio de Janeiro.
Aux Championnats d'Afrique d'haltérophilie 2018 à Mahébourg, il est médaillé d'argent au total et à l'arraché ainsi que médaillé de bronze à l'épaulé-jeté dans la catégorie des moins de 69 kg.